# Pleuroprion iturupicum
Pleuroprion iturupicum is een pissebed uit de familie Antarcturidae. De wetenschappelijke naam van de soort is voor het eerst geldig gepubliceerd in 1979 door Oleg Grigor'evich Kussakin & Mezhov.